# Pueblo tuvano
El pueblo tuvano (o tuviniano) es un pueblo túrquico de Asia del Norte. Compone cerca del 90 % de la población de la República de Tuvá en la Federación Rusa, con presencia también en otras regiones de Siberia, zonas del noroeste de Mongolia y el Turquestán Oriental. Son también asimismo como Urianjai (Uriankhai), el nombre dado por los mongoles.

## Generalidades
Hay dos grupos mayores de tuvanos en Tuvá: Los tuvanos del Oeste y los tuvanos-todzhins (Тувинцы-тоджинцы). El último vive en el Raión de los Todzhin, Tuvá y constituye el 5% de todos los tuvanos.
El idioma tuvano pertenece a la rama septentrional o siberiana de la familia de lenguas túrquicas. Cuatro dialectos se reconocen: central, occidental, del sudeste y del noreste (Todzhinian). El idioma escrito usa un alfabeto cirílico adaptado.
Los tuvanos son nómadas debido a la crianza del ganado (cabras, ovejas, camellos, renos y yaks) para los últimos millares de años. Tradicionalmente han vivido en yurtas reubicadas estacionalmente con el movimiento de los pastos más nuevos.
La religión tradicional de los tuvanos es el tengrianismo, la cual sigue siendo extensamente practicada junto al budismo vajrayana.
Una proporción sensible de tuvanos vive en Mongolia, el grupo más largo siendo el Tuvanos Tsengel (tuvanos altái), cerca de 1,500, que viven en Tsengel. Los tuvanos en China que sobre todo viven en la Región Autónoma Uigur del Turquestán Oriental son incluidos bajo la nacionalidad mongola.
Una población estrechamente emparentadas a la de los tuvanos vive en el occidente de Buriatia (se autonombran: Soyots).

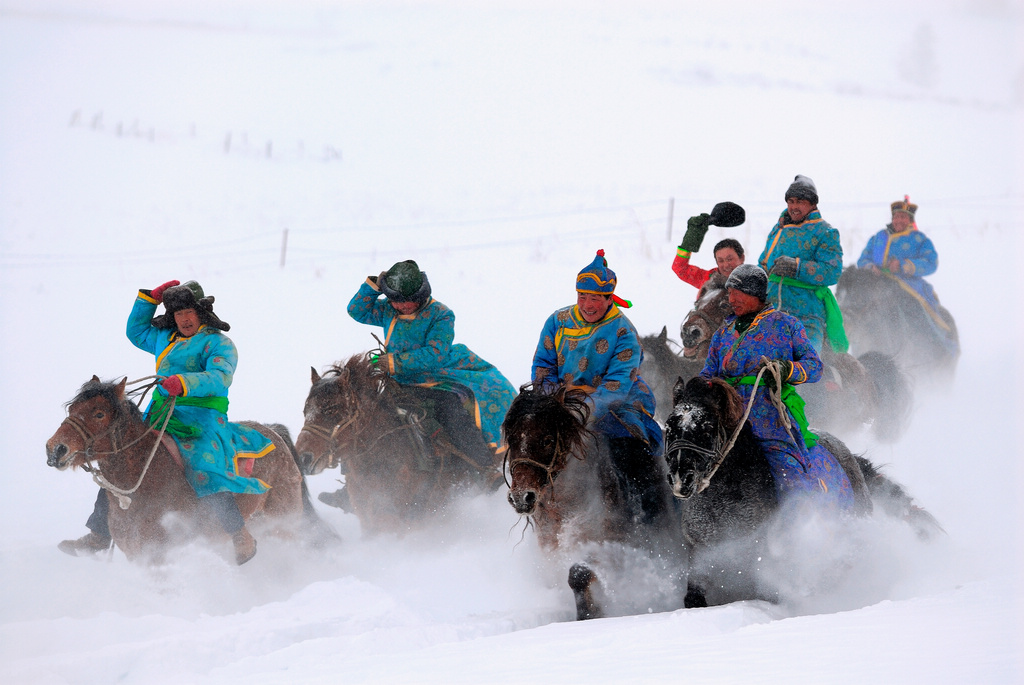

## Relación con los indígenas de las Américas
De acuerdo a Ilyá Zajárov del Instituto Vavílov de Genética General de Moscú, la evidencia genética sugiere que los tuvanos modernos son los parientes genéticos más cercanos a los indígenas del norte y de Suramérica. Esta hipótesis es apoyada por muchas similitudes religiosas, culturas, y lingüísticas entre los dos grupos de poblaciones.

## Páginas Externas
- Montañas de Tuvá y Sayan
- Montañas Tuvá - Sayan

- Datos: Q193067
- Multimedia: Tuvan people / Q193067